# Escornabois
Escornabois (llamada oficialmente Santa María de Escornabois) es una parroquia y un lugar del municipio español de Trasmiras, en la provincia de Orense, Galicia.

## Toponimia
La parroquia también es conocida por el nombre de Santa Mariña de Escornabois.

## Historia
Hacia mediados del siglo XIX, la parroquia, ya por entonces perteneciente a Trasmiras, tenía contabilizada una población de 440 habitantes. Aparece descrita en el séptimo volumen del Diccionario geográfico-estadístico-histórico de España y sus posesiones de Ultramar de Pascual Madoz con las siguientes palabras:

ESCORNABOIS: (Sta. Marina): felig. en la prov. y dióc. de Orense (7 leg.), part. judicial de Ginzo de Limia (2), ayunt. de Trasmiras (1/2). sit. en la falda del monte de Baldriz, donde la combaten principalmente los aires del N. y E., el clima es algo propenso á reumas, dolores de costado y pulmonias. Tine 89 casas repartidas en el l. de su nombre y en el de Rabal. La igl. parr. (Sta. Marina) de la cual es aneja la de San Roman de Villaseca, está servida por un cura de primer ascenso y provision ordinaria. Tambien hay 2 ermitas, la una dedicada á San Roque en Escornabois y la otra á San Miguel en el l. de Rabal. Confina el térm. N. Villaseca; E. Villa de Rey; S. Atanes, y O. Trasmiras. El terreno es de buena calidad, y comprende de E. á S. el indicado monte Baldriz, que nada produce por ser muy escarpado. Atraviesa por el térm, un camino ó vereda mal cuidada que desde Ginzo conduce á Laza y á las prov. de Castilla. El correo se recibe por los interesados en Ginzo. prod.: centeno, patatas, lino con abundancia, habas, nabos y yerba: se cria ganado vacuno y caballar; hay alguna caza de conejos y perdices. ind. y comercio; la agricultura, buenos hilados y tejidos de lino, y la ganaderia cuyos productos se estraen para diferentes puntos, pobl.: 89 vec. , 440 alm. contr. con su ayunt. (V.)
(Madoz, 1847, p. 547)

## Organización territorial
La parroquia está formada por dos entidades de población:
- Escornabois
- Rabal

## Demografía

### Parroquia
| Gráfica de evolución demográfica de Escornabois (parroquia) entre 2000 y 2023 |
|                                                                               |
| Datos según el nomenclátor publicado por el INE.                              |

### Lugar
| Gráfica de evolución demográfica de Escornabois (lugar) entre 2000 y 2023 |
|                                                                           |
| Datos según el nomenclátor publicado por el INE.                          |